# Tambo de Zapahuira

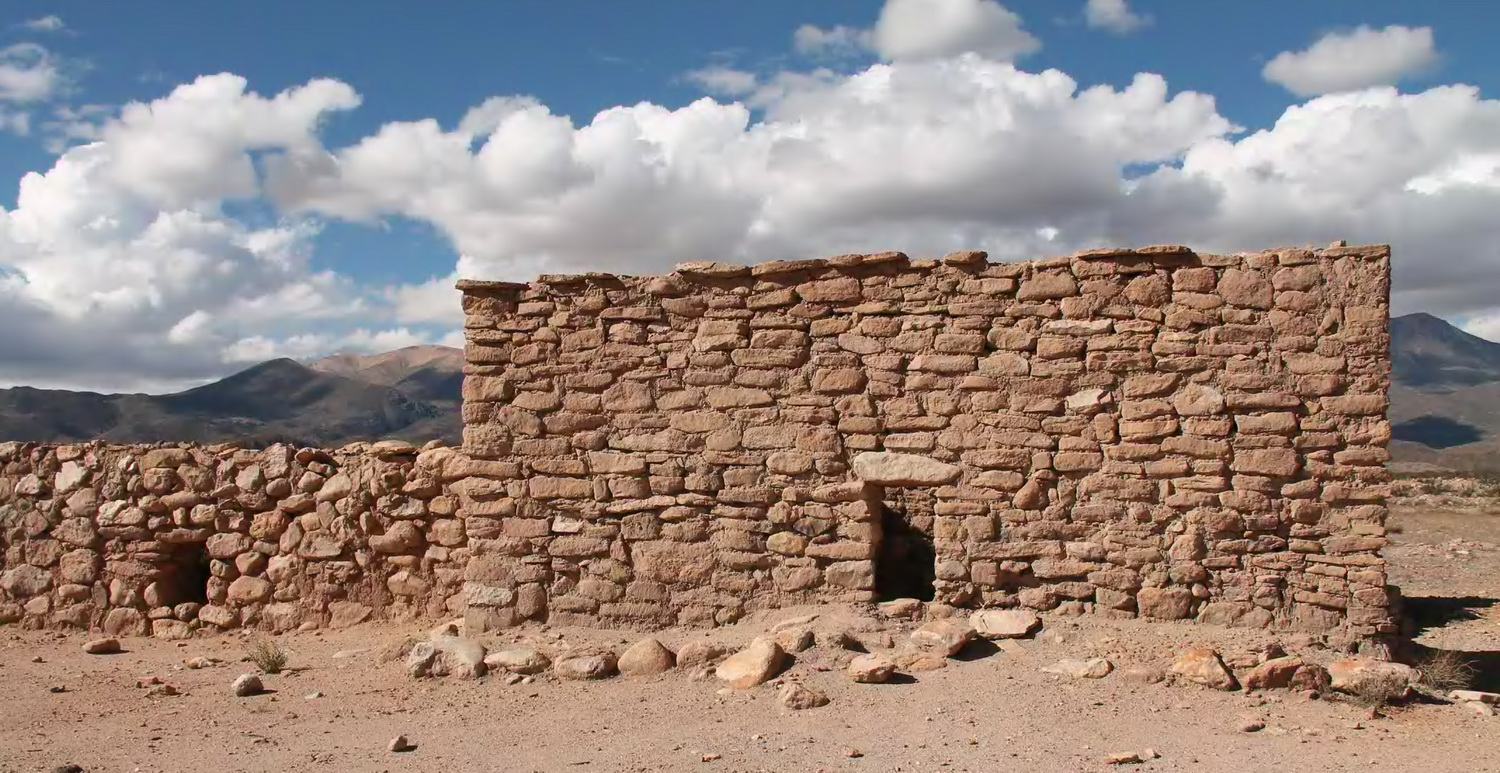
Tambo de Zapahuira.

El tambo de Zapahuira (del aimara: zapa jawira ‘río solitario’)  es un complejo arqueológico ubicado en la comuna de Putre, perteneciente a la Región de Arica y Parinacota, al norte de Chile.
Es de origen inca, y está compuesto por una hilera de recintos rectangulares contiguos, unidos por pequeñas puertas. A 150 m del tambo se observan dos chullpas funerarias, que son torres rectangulares construidas en adobe. Está declarado Monumento Nacional desde 1983, encontrándose al este de Arica. Se accede por la Ruta 11-CH, cercano al pucará de Copaquilla.
- Datos: Q9081676
- Multimedia: Tambo de Zapahuira / Q9081676